# Ingrid Wigur
Ingrid Christina Wigur, född 28 oktober 1955, är en svensk illustratör, animatör och dokumentärfilmare.
Hon har bland annat skrivit barnboken Hönan Solvej.